# 井村雅代
井村雅代（1950年8月16日—），日本著名花样游泳教练员，有“日本花泳教母”之称，前任中国花样游泳队主教练。2014年2月，重返日本国家队任主教练。

## 簡歷
井村出生于大阪，毕业于天理大学，小学时开始从事花样游泳训练，曾两度获得日本全国冠军。1974年退役后出任教练，1978年担任日本花样游泳队助理教练，其后长期担任日本队主教练。1985年在大阪创建井村雅代花样游泳俱乐部。
井村曾经培养出立花美斋、奥野史子等名将，并曾经在2001年福冈世界游泳锦标赛上带领立花美斋和武田美保夺得双人组金牌，打破了欧美选手的垄断。但是，她始终未能在奥运会上有所突破，从1984年洛杉矶奥运会到2004年雅典奥运会，她率队参加了六次奥运比赛，获得了两枚银牌和四枚铜牌。
2007年初，井村正式接手中国花样游泳国家队，准备带队参加北京奥运会。她的这一举动，招致日本国内极大的争论，据称日本国家队时任主教练金子正子指责其为“叛逃”。其后井村指现今的日本代表队“先天不足”，难以击败后继而上的中国代表队。北京奥运会中，她帮助中国队获得集体项目铜牌。北京奥运会後的2008年9月，由于合约到期而退任中国代表队教练一职。現在（2009年），井村雅代常往来于日本和中国进行講演活動。其后，再度担任中国队教练帮助中国花样游泳备战2012年伦敦奥运会并。在2012年伦敦奥运会上，中国队获得双人组铜牌和集体组银牌，实现了自北京奥运会之后新的突破。
2014年2月，井村重返日本国家队任主教练，并在2016年里约奥运率领日本花样游泳队获得两面铜牌。